# Kościół Niepokalanego Poczęcia Najświętszej Maryi Panny w Świnoujściu
Kościół pw. Niepokalanego Poczęcia Najświętszej Maryi Panny w Świnoujściu-Karsiborze – zabytkowy, późnogotycki kościół filialny z pierwszej połowy XV wieku, położony w świnoujskiej dzielnicy Karsibór, należy do parafii Najświętszego Serca Pana Jezusa w Świnoujściu-Przytorze, w dekanacie Świnoujście, w archidiecezji szczecińsko-kamieńskiej.
Kościół stoi w miejscu historycznej przeprawy przez Świnę do Przytoru na prastarym szlaku handlowym wokół Bałtyku. W 1630 (podczas wojny trzydziestoletniej) w oczekiwaniu na przeprawę swoich wojsk, w kościelnej plebanii kwaterował przez 5 dni szwedzki król Gustaw II Adolf.

## Historia
Kościół wzniesiono na początku XV wieku, najprawdopodobniej na miejscu wcześniejszej świątyni. W roku 1535, po wprowadzeniu reformacji majątek cysterski wszedł w skład domeny książęcej a kościół przejęli protestanci. Do parafii należały też dwie osady Woitzke i Fuhlensee, które upadły w czasie wojny trzydziestoletniej. Od 1578 do 1628 roku funkcję pastora w Karsiborze pełnił Hermann Poley. Po nim duszpasterzem był tu Joachim Hageus (1628-1642). Spowodowane wojną niedostatki sprawiły, że dochody z probostwa tak znacznie się zmniejszyły, że ten nie mógł się z nich utrzymać. Z tego powodu przypisano do jego parafii wieś Westswine (dzisiejsze Świnoujście) jako filię. Nie dane mu jednak było cieszyć się poprawą swojego położenia, gdyż utonął w Świnie wskutek wywrócenia się łodzi, którą płynął do filii. W czasie wojny trzydziestoletniej pod koniec czerwca 1630 roku szwedzkie wojska, którymi dowodził Gustaw II Adolf wylądowały na wyspie Uznam koło Peenemünde i szły w kierunku Szczecina. Ponieważ najdogodniejsza droga prowadziła przez Świnę w okolicach Karsiboru z niej skorzystali szwedzcy żołnierze. Król postanowił zatrzymać się w Karsiborze i tutaj przebywał od 14 do 19 lipca 1630 roku. Na kwaterę wybrał sobie przykościelną plebanię. Siedem lat później wojska szwedzkie ponownie nadciągnęły nad Pomorze. Wówczas marynarka dowodzona przez admirała Larsa Mathsona Strusshjelma zakotwiczyła na Świnie. Admirał podarował kościołowi m.in. w roku 1649 (nieistniejący już w roku 1900) dzwon, obrusy ołtarzowe oraz pozłacany srebrny kielich i srebrną patenę. Podczas mszy posługiwano się tymi naczyniami mszalnymi.  
Kościół rozbudowano w wpierwszej połowie XVII wieku. Pod koniec XVIII wieku mieszkaniec Karsiboru – Dawid Kroening – w testamencie przekazał kościołowi swój majątek, jednak z zastrzeżeniem, że część tego majątku stanowić powinna żelazną rezerwę, a z odsetek tej rezerwy powinno się wspierać corocznie biednych mieszkańców Karsiboru. Resztę legatu (zapisu testamentowego), jaki narósł w roku 1825 do sumy 3250 talarów, przeznaczono w latach 1825-26 na przebudowę kościoła i w zachodniej części budowę wieży (według planów Karla Schinkla). Wydłużono także nawę i przeprowadzono prace renowacyjne. 
W czasach powojennych kościół poświęcono 8 grudnia 1946, nadając mu wezwanie Niepokalanego Poczęcia NMP. W roku 1986 hełm wieży pokryto blachą miedzianą. 26 grudnia 1994 podczas kradzieży z włamaniem utracono pięć rzeźb powstałych w II poł. XVI w. przedstawiających Pietę, św. Mikołaja, św. Barbarę, św. Pawła oraz św. Marię Magdalenę będących częścią niezwykle cennego gotyckiego ołtarza. 
W nocy z 13 na 14 kwietnia 1983 roku włamano się do kościoła i ukradziono obraz olej na płótnie Ukrzyżownie nieznanego autora z XVII lub XVIII wieku (210 x 130 cm). Kolejna kradzież z włamaniem miała miejsce 26 grudnia 1994. Utracono wówczas pięć rzeźb: św. Mikołaja, św. Barbary, św. Pawła, św. Marii Magdaleny oraz Pietę. Wszystkie one z lat 1450-1500 nieznanego autora z pomorskiego warsztatu ze Stargardu wykonane z polichromowanego drewna. 

## Architektura
Kościół usytuowano we wschodnim skraju wsi. Jest to budowla na prostokątnym planie, salowa, orientowana, pierwotnie bez wieży, z prezbiterium prosto zamkniętym. Mury wzniesiono z cegły na kamiennym fundamencie i przykryto drewnianym stropem belkowanym oraz dachem dwuspadowym pokrytym blachą miedzianą. Strop podbity jest obecnie boazerią. Nad wejściem – od strony wieży – znajduje się empora chórowa, na której umieszczone są XIX-wieczne organy.
W czasie renowacji kościoła w 1825 roku zadbano o zachowanie starego wyposażenia. Jeszcze na początku XX wieku można było tam zobaczyć stare obrazy i sprzęt. Stalle, kazalnica i część południowej empory były udekorowane bardzo osobliwymi obrazami, które świadczą o dobrej woli i fantazji niż o dobrej technice. Obrazy przy zakrystii traktują o „grzechu i przebaczeniu” w sposób częściowo drastyczny, ale bardzo poglądowy. Do dziś przetrwała jedynie część tego wyposażenia. 
Nie sposób obecnie ustalić jakie były pierwotnie kształty drzwi i okien budowli. Elewacje północna i południowa rozczłonkowane są wysokimi oknami o ostrołukowym wykroju z maswerkowym, drewnianym laskowaniem. Otynkowanie kościoła uniemożliwia określenie ich pierwotnego kształtu. Elewacja wschodnia jest obecnie bezokienna. W ścianie południowej w pobliżu wschodniego narożnika znajduje się ostrołukowe wejście do zakrystii wydzielonej z wewnętrznej przestrzeni nawy drewnianym parawanem. Wejście główne znajdowało się od strony zachodniej, do której dobudowano wieżę na planie kwadratu zwężającego się uskokowo ku górze. W pierwszej kondygnacji znajduje się kruchta z ostrołukowym wejściem portalowym oraz para okienek o wykroju trójliścia, osadzonych symetrycznie w każdej ze ścian. Druga kondygnacja stanowi jedynie uskokowe przejście do poziomu trzeciego, w którym znajduje się dzwon. Ściany nośne tej części wieży wykonane są w cegle natomiast laskowanie ostrołukowego w wykroju, tryforyjnego okna z drewna. W środkowym ostrołuku znajdują się drewniane tarcze zegarowe. Każda z kondygnacji wydzielona jest profilowanym gzymsem kordonowym. Całość wieńczy ostrosłupowy hełm kryty blachą miedzianą z kulą i kogutem.
Plac kościelny pełnił dawniej funkcję cmentarza.

## Wyposażenie

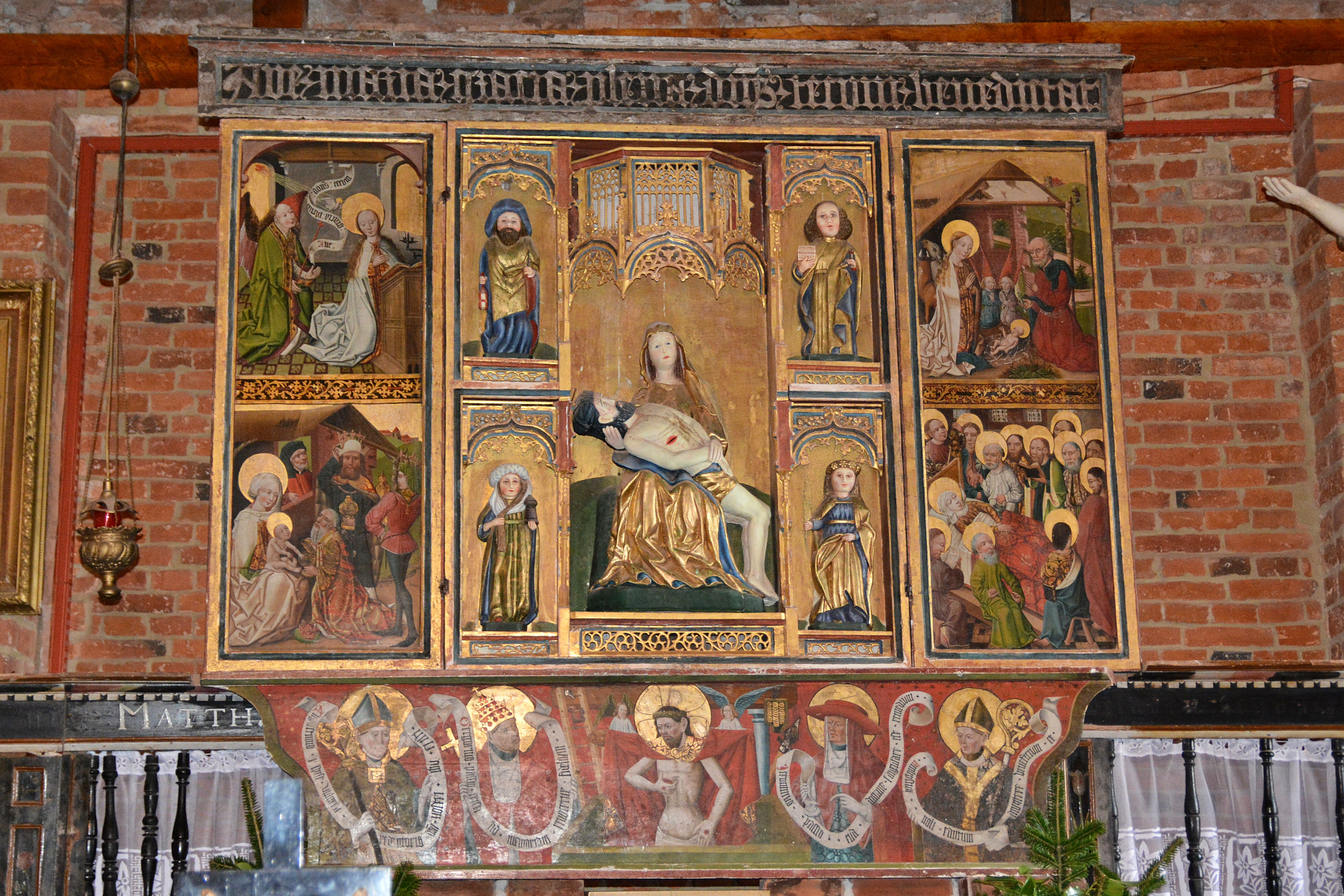
ołtarz główny

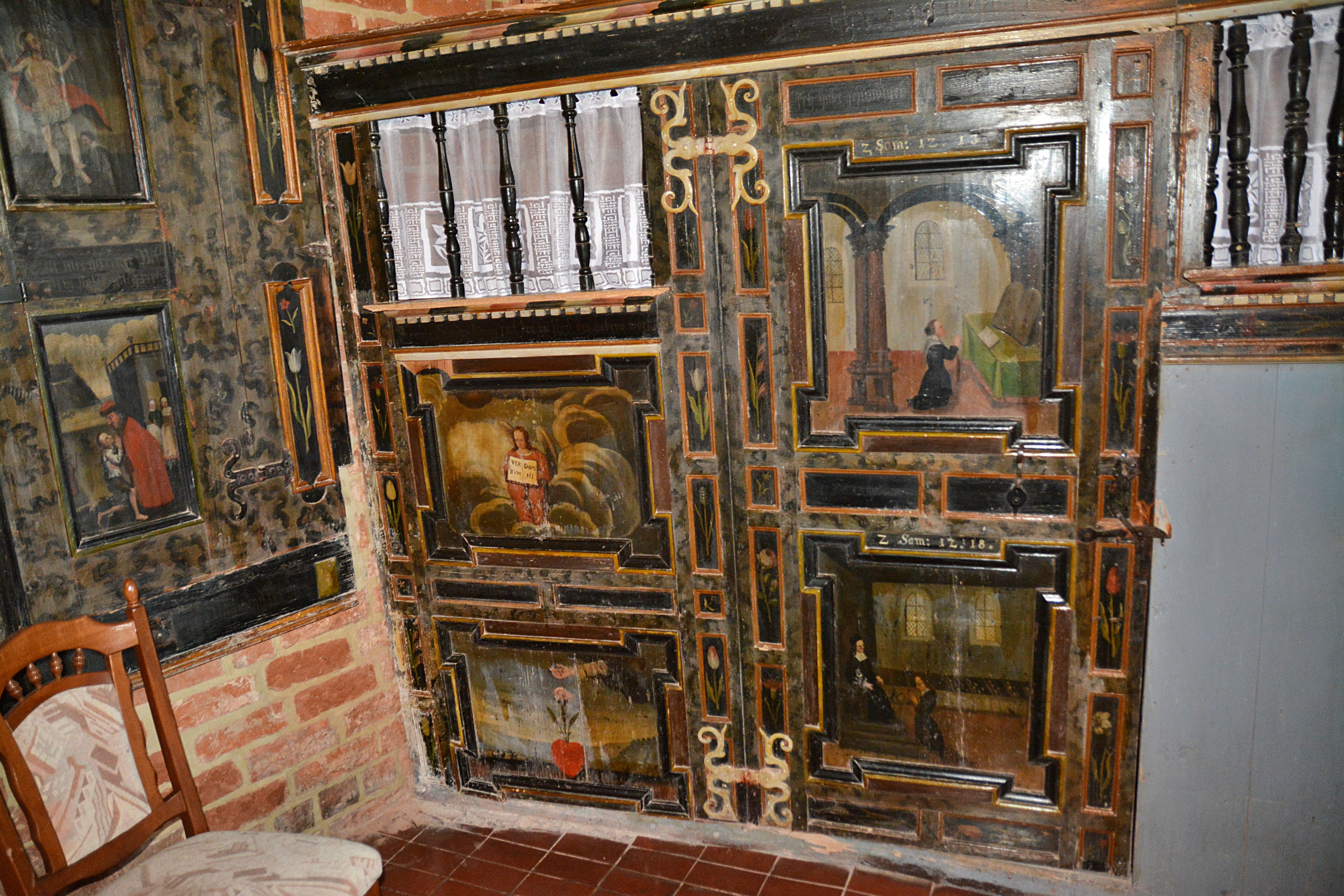
drewniana ścianka (parawan)

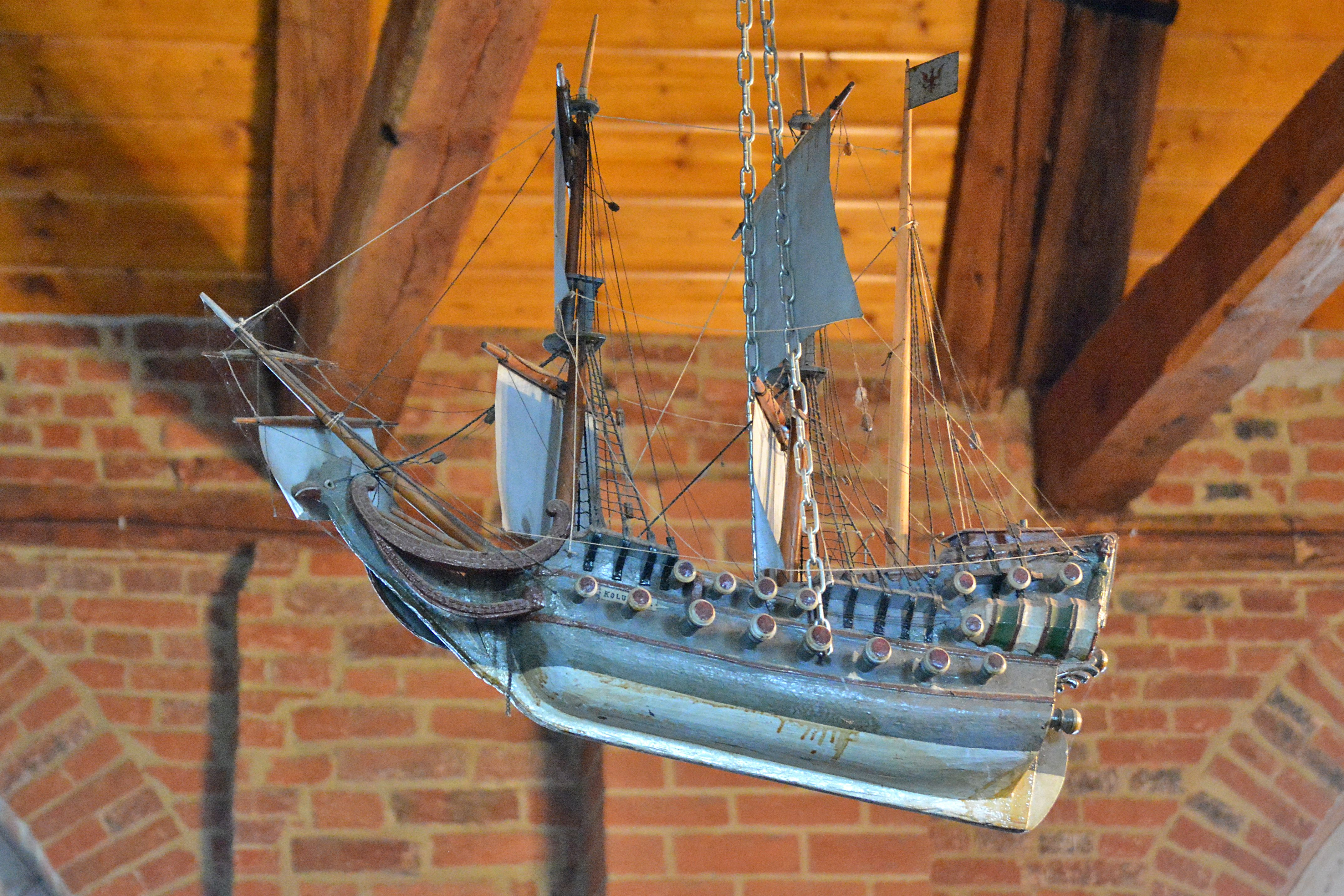
model okrętu

W prezbiterium uwagę przyciąga drewniany ołtarz z XVI wieku (częściowo zrekonstruowany po kradzieży), z centralną rzeźbą Matki Boskiej Bolesnej. Skrzydła tryptyku przedstawiają sceny z życia Maryi: zwiastowanie, narodzenie Pana Jezusa, pokłon Trzech Króli i zaśnięcie Matki Boskiej. W predelli wizerunki czterech Świętych Ojców Kościoła: Ambrożego, Grzegorza Wielkiego, Hieronima i Augustyna. Na zewnętrznej stronie skrzydeł sceny z Męki Pańskiej. Nad prezbiterium zawieszono votum w formie okrętu. Po bokach ołtarza jest parawan wydzielający przestrzeń zakrystii zdobiony scenami biblijnymi. 
Świątynia mieści także barokową ambonę z XVIII wieku, wspartą na kolumnie i ozdobioną malowidłami przedstawiającymi czterech ewangelistów i alegoryczne przedstawienie Chrystusa jako ogrodnika doglądającego winnicy. Z tego okresu również dwa korpusowe świeczniki. Na wyposażeniu kościoła znajduje się również szafa ścienna z pierwszej połowy XVIII wieku, umiejscowiona po lewej stronie ołtarza. Ozdobiona jest obrazami przedstawiającymi zmartwychwstanie oraz powrót syna marnotrawnego. Jest przykładem baroku ludowego. 
W kruchcie znajduje się również tajemnicze epitafium:
Szlachetnie urodzona pani Hedewich Blixen
zmarła w roku Pańskim 98 w dniu św. Jana
w wieku 14 lat. Tutaj pochowana.
Chrystus jest moim życiem, 
śmierć - moim zyskiem. Philip:I
Biblia Tysiąclecia, List do Filipian:
Dla mnie bowiem żyć - to Chrystus,
a umrzeć - to zysk (Flp 1,21)
- anioł chrzcielny, drewniany, polichromowany zawieszany nad chrzcielnicą,
- okazały model z 1909, żaglowca Kolumbia, z 1668,, zawieszony wg legendy jako wotum za ocalenie podczas sztormu na Zalewie Szczecińskim,
- XVI-wieczny dzwon,
- empora muzyczna z XIX-wiecznymi organami,
- dawniej na południowej ścianie umieszczona była płyta nagrobna z godłem narodowym oraz logogramem floty admirała. Widniał na niej napis:

"Dostojny, mocny dzielny pan Lars Mathson Strusshjem
 - admirał-porucznik Jego Królewskiego Majestatu Szwecji,
urodzony w Szwecji w Nordköping w sierpniu 1574 roku, 
zmarł 2 października 1653 tutaj w Karsiborze w wieku 79 lat.
Niechże Bóg będzie miłościwy Jego duszy,
niech znajdzie w ziemi błogi spokój.
Niechże Bóg obdarzy go także
szczęśliwym zmartwychwstaniem."
Obecnie tablica nie istnieje. Nie zachowały się do naszych czasów też empory boczne. Zmieniono również posadzkę.